# 512-es főút (Magyarország)
Az 512-es főút Kalocsa nyugati elkerülője. Hossza 3,5 km, ami a fejlesztési tervek szerint a későbbiekben nőni fog.
A Kalocsa-Paks térségében tervezett új Duna-híd és kapcsolódó közlekedési infrastruktúra fejlesztés-előkészítés és építés nevet viselő projekt keretében valósulhat meg az 512-es számú főút és az M6-os autópálya dunaszentgyörgyi szakasza összekötése a Duna-folyó feletti átvezetéssel. 
Az új útszakasz 2×1 sávos lesz 90 km/h tervezési sebességgel. Az útépítés keretében 4 új körforgalmi csomópont kialakítása és 1 meglévő felújítása is szerepel a műszaki tervben.

## Fekvése
A várostól északra ágazik ki az 51-es főútból, elhalad a kalocsai repülőtér mellett majd betorkollik a Dunapatajt Foktőn át Kalocsával összekötő 5106-os útba. (2021 áprilisi állapot szerint ez a szakasz aktuálisan, mint mellékút, az 5122-es útszámozást viseli.)
A jövőbeli tervek szerint a főút az új Tomori Pál híd része lesz. A Duna-híd Foktő és Gerjen között halad át a Dunán. Az 512-es ezután Dunaszentgyörgyöt elkerülve keresztezné a 6-os főutat, majd ezután érne véget az M6-os autópályához csatlakozva.